# Кійоші Тамура
Кійоші Тамура (яп. 田村潔司 — Тамура Кійоші; нар. 12 лютого 1969) — японський шут-реслер і боєць змішаних єдиноборств. Професійно в ММА з 1995 року, змагався на Rings, PRIDE, K-1. Томура відомий своїми навичками боротьби які він отримав у популярному в Україні реслінг просування UWFI (Бушідо).

## Змішана кар'єра бойових мистецтв
Тамура є яскравим успішним прикладом реслера у ММА. В нього є перемоги над такими постатями як Джеремі Горн, Ренцо Грейсі, Ікухіса Мінова, Пат Мілетич, Казуші Сакураба та нічия проти Френка Шемрока коли той був чемпіоном UFC. Однак Тамура бився без вагових категорій і брав участь у боях проти топсуперників у важкій вазі, зокрема Антоніо Родріго Ногейра, Боба Саппа та колишнім призером Олімпійських змагань Хідехіко Йошидою.
Пізніші його виступи також піддані критиці як відносно апатичні у порівнянні з більш ранньою частину кар'єри.
Тамура отримав бажання займатися MMA ще в реслінгу International Union of Wrestling Force International, де він задушив боксера Метью Саада Мухаммада у змішаних правилах. Пізніше йому запропонували битися у змаганні K-1 Геркулес ММА, де він швидко переміг Патріка Сміта за допомогою захоплення п'ятки.

### RINGS
Після переходу на RINGS він подав ще одного нападника у формі Андре Маннаарта, в наступному поєдинку йому протистояв проти експерт з самбо та кікбоксингу Валентином Оверімом. Цього разу, однак, Тамурі бракувало досвіду.
У 1999 році значно більш тренований Тамура зіткнувся з колишньою зіркою Pancrase Френком Шемроком яка перемогла товариша по команді Тамури Цуйоші Косаку за роки до цього і став його партнером по навчанню в Альянсі. Тамура контролював поєдинок зберігаючи домінантне положення над опонентом, але він був змушений послабити темп Шамрок спіймав його у армбард. Японець мстився погрожуючи кімурою, ще одним армбардом і парою захватів, які майже закінчили бій, але американець дивом врятувався від усіх. Однак через дванадцять хвилин Шамрок втратив очко через заборонений удар закритим кулаком, що зрівняло рахунок. Шемрок спробував замкнути кімуру і забити щиколотку, але Тамура успішно захистив їх і час матчу закінчився. Було оголошено нічию.
Того ж року Тамура взяв участь у турнірі "King of kings", зіткнувшись з Дейвом Менн у першому турі. Японець кілька разів замкнув захват стопи, але втратив перевагу при спробі армбару. Після повторного старту вони обмінялися ударами, потім Тамура кілька разів збив Дейва закінчивши матч перемогою одностайним рішенням.
Після невпевненої перемоги в другому турі над Бориславом Желязковим, Тамура вийшов проти Ренцо Грасі з родини Грейсі. Бразильський винищувач найчастіше вступив у поєдинок із гільйотиновим дроселем від гвардії, але Тамура почав домінувати завдяки кращим ударам та відстороненням від оборони. Вважаючи себе переважним на землі, Ренцо збрехав і кинув виклик Тамурі, щоб схопитися з ним що і зробив японський боєць, встиг передати його охорона і, вхопивши спину спеціаліста з бразильського джиу-джитсу. Після повернення у положення стоячи за наказом арбітра, Тамура знову захопив спину, скасовувавши зняте місто і заблокувавши розп'яття, яке він використовував для задушення до кінця часу. Тамура був відзначений одностайного рішення і став другим японцем який переміг Грейсі після того, як Казуші Сакураба переміг Ройлера роком раніше.
В півфіналі Кійоші боровся з бразильським луча-лівристом Ренато Собрало на 40 кілограмів важчим за японця. Сильніший Собрало атакував ударами колін і в деяких випадках брав спину, поки Тамура приземлявся ногами й шукав відкриття. Обидва намагалися підкорити суперника, але вони не мали успіху. Два судді винесли нічию, а третій (Джон Блюмінг) виніс рішення на користь Собрала, тим самим викинувши Тамуру з турніру.
20 квітня 2000 року Тамура вступив у чемпіонат з відкритої ваги RINGS де виграв проти грузина Таріеля Бітсадзе та голландця Гілберта Івеля. Зазвичай найкращий борець з двох, Тамура міг кілька разів займати домінівне положення на землі де він намагався захопити пятку суперника. Проте завдяки ударам Івель змусив арбітра припинити матч на свою користь.
Тамура відмовився битися за титул яка давав RINGS у рамках заходу "Колізей 2000", де він пройшов проти Джеремі Рога. Більший американець зумів утруднити захоплення Тамури, але японець здобув краще враження, попри те що не мав рукавичок (застосовував лише удари відкритою рукою) і виграв рішенням. У серпні 2000 року Тамура бився з хорватом Патом Мілетичем. На відміну від попереднього матчу, Тамура наніс дивовижну кількість ударів по ногах. Завдяки боротьбі вигравши рішення більшості.
У жовтні 2000 року Тамура також взяв участь у турнірі "Король королів", усунувши Зазу Ткешелашвілі перед тим, як виступити проти іншого бразильця — Антоніо Родріго Ногейра. Експерт з джиу-джитсу відкрив матч, знімаючи Тамуру і намагаючись передати свого охоронця, врешті-решт виконавши армбар, який Кійосі противив коченню назовні та відбив його назад. Тоді японський боєць уникнув коліна і напав на охоронця Ногейри до моменту стояння. Дія повторилася, і Ногейра взяв його вниз, а Тамура завоював спробу здобути домінівне положення, але цього разу Ногейра перевернувся і спробував замкнути Кімуру на кінець раунду. У другому — бразилець притиснув Тамуру до зняття та повільно піднявся через позиції до армбарду зі спини. Кійосі захищав це кілька хвилин, але наприкінці Ногейра змінився і втримався, змусивши Тамуру вийти.
Після, Тамура отримав реванш проти Ренато Собрала, але, як і вперше, більший бразилець контролював бій боротьбою та позиційним домінуванням. В останньому поєдинку на RINGS Тамура зіткнувся з Густаво Мачадо, знову втративши беззаперечне рішення.

### PRIDE
Тамура дебютував у Чемпіонаті PRIDE Fighting одразу в титульному поєдинку проти Вандерлея Сільви. Сільва заблокував всі спроби захвату від Тамури та напав на нього жорсткими ударами коліньми по обличчю. Одним з ударів Тамура перебив Вандерлея, але це було недовго й оговтуючись бразилець продовжив жорстоку атаку, окривавиши обличчя Тамури. У другому раунді відбулася теж саме і Сільва переміг захватом.
Наступний матч з Тамурою йому протистояв велетень Боб Сапп, який майже подвоє переважив Тамури. Матч був короткий та приголомшливий, Сапп просто розкатав Тамуру до 0:11.
У вересні 2002 року Тамура одностійним рішенням переміг спеціаліста по боям з гігантами Ікухісу Мінова. Через два роки у них відбувся реванш в PRIDE, який був набагато коротшим: Тамура переграв Мінову ногами та ударами коліньми, а потім футбольними ударами в голову. Тамура та Мінова потиснули руки на знак поваги після матчу, хоча Тамура штовхнув арбітра за те, що той на думку Тамури занадто пізно зупинив бій.
У серпні 2003 року Тамура боровся проти медалістом з дзюдо ким був Хідехіко Йосіда. Демонструючи свій досвід, Тамура збив його лівим кросом і пропрацював свою охорону, перш ніж повернутися на ноги. Після цього борець зі стрільби безперервно приземлився до ніг і тіла Йосіди, а також одного разу захопивши його спиною під час невдалого кидка дзюдо. Проте Йосіда кинув Тамуру і змусив його здатися. Дивна послідовність дій викликала думку що бій відбувся з метою підвищення популярності Йосіди, але Дейв Мельцер та інші казули вважали це сумнівним, приписуючи недосвідченість Тамури з дзюдоїстським вбранням гі-чокамі.

### К-1
На K-1 Premium 2007 Тамура зіткнувся з Хідео Токоро, учнем колишнього борця RINGS Кенічі Ямамото. Переваживши опонента на 17 кг (38 фунтів) і демонструючи блискучий захист від підкорень, Тамура тримав контроль над Токоро і змусив його неохоче здатися.
Через рік Тамура бився з і ще одним шут-реслером, на цей раз легендою Масакацу Фунакі. Попри ажіотаж навколо бою, спричинений колишньою конкуренцією RINGS та Pancrase, бій був легким для Тамура який переміг технічним нокаутом ТКО.
Невдовзі було оголошено що Кійоші Тамура та Казуші Сакураба будуть битися на К-1!! Dynamite Challange 31 грудня 2008 року. Тамура домінував всю дистанцію та переміг одностайним рішенням.

### Музична тема
Fire of Mind by UWFI